# Омологация
Омологация — усовершенствование объекта, улучшение технических характеристик с целью соответствия товара каким-либо стандартам или требованиям страны — потребителя товара, получения согласования от официальной организации. Происходит от греч. ὁμολογέω, homologeo — «договориться». Омологация имеет очень приблизительные синонимы «аккредитация» и «сертификация».
Также может применяться в биологических науках, где обозначает принадлежность организмов к той же семье или таксону, их сходные свойства, унаследованные от общего предка.

## Спорт
Распространено использование этого термина в автоспорте, где оно обозначает выполнение требований и стандартов той или иной лиги.
В тех гоночных классах, где стандарты требуют использования незначительно модифицированных серийных моделей, производители могут выпускать специальную гоночную модель, которая в ограниченном, но достаточном для выполнения требований «серийности» количестве выставляется в свободную продажу. Такие модели часто называют омологационными.